# باسل الراوي
وهو الشريف الشيخ باسل بن عبد الرحمن بن صالح الراوي، ولد في العراق بمحافظة بغداد / الأعظمية عام 1953م. جده لوالده السيد صالح الراوي كان قاضيا لبغداد 1936 وجده لامه السيد علي الخطيب كان مديرا لأوقاف محافظة ديالى وخطيب جامعها الكبير.
أكمل دراسته الابتدائية والمتوسطة والثنوية في بغداد \ الأعظمية. تخرج من كلية القانون والسياسة / القانون جامعة بغداد 1975 وأحرز المرتبة الأولى على دفعته ذلك العام. طلبته وزارة الخارجية للتعيين فيها على السلك الدبلوماسي بدرجة ملحق عام 1977م. عمل في مركز الوزارة وتنتقل في عدة أماكن منها المملكة الهولندية وكوريا الجنوبية \ وأخرها المملكة العربية السعودية. ترك العمل عام 1990، واشتغل بدراسة القران الكريم/ حفظاً وتعليماً. حصل على الإجازة العلمية برواية حفص عن عاصم عن طريق الشاطبي بإجازة الشيخ الدكتور سيد محمد ساداتي الشنقيطي الأستاذ بجامعة الإمام محمد بن سعود الإسلامية في الرياض عام 1997. انتظم لمدة أربع سنوات في المركز الخيري لدراسة القرآن وعلومه وأخذ بعض العلوم الشرعية في الفقه وأصوله والحديث ومصطلحه فضلا عن علوم القرآن وحصل على شهادة المركزي عام 1998. ومنذ حصوله على إجازة تعليم فهو يشغل أوقاته بهذا التعليم الشريف ويقيم في المملكة العربية السعودية في مدينة الرياض وله حلقات عدة في عدد من المساجد وحاليا يجلس للإقراء في جامع العثمان في حي الوادي في مدينة الرياض يوميا بعد صلاتي الفجر والعصر والعشاء نشر مذكراته على كتابة مذكراته الشخصية بعنوان «من ذاكرتي - قراءة في مذكرات دبلوماسي عراقي».
شارك في برنامج نور الدار الذي يستضيف في كل حلقاته أسرة يتدارس معهم احكام التلاوة وكانت من الحلقة 26 إلى 30، وشارك في حلقات عن ذكريات الحجاج على الإذاعة.
متزوج وله أربعة أولاد.